# Sinistraspis unilateralis
Sinistraspis unilateralis är en insektsart som först beskrevs av Robert Newstead 1913.  Sinistraspis unilateralis ingår i släktet Sinistraspis och familjen pansarsköldlöss. Inga underarter finns listade i Catalogue of Life.